# Анатоцизъм
Анатоцизмът (от древногръцки: anatokismós „сложна лихва“, от aná „нагоре“ и tókos „интерес“) или Лихва върху лихва е уговорката, че се дължат лихви върху вече изтекли лихви (капитализиране на лихвата). Тази уговорка се изразява в съгласието, че длъжникът дължи на кредитора освен основното задължение, но и лихви върху лихвите по него (сложна лихва).
По принцип уговорката за анатоцизъм в гражданските правоотношения е нищожна, а такава е допустима единствено в търговското право. Българският Търговски закон допуска анатоцизъм в търговските правоотношения, само ако съществува облигационна уговорка между търговците за това.